# Barbie Fairytopia : Magie de l'arc-en-ciel
Série Barbie
Barbie au bal des douze princesses
(2006) Barbie, princesse de l'Île merveilleuse
(2007)
Série Barbie Fairytopia
Barbie Fairytopia: Mermaidia
(2006) Barbie : Mariposa et ses amies les fées papillons
(2008)
Pour plus de détails, voir Fiche technique et Distribution.
Barbie Fairytopia : Magie de l'arc-en-ciel (Barbie Fairytopia: Magic of the Rainbow) est le 10e long-métrage d'animation qui met en scène le personnage de Barbie, ainsi que le troisième film de la série Fairytopia après Barbie Fairytopia et Barbie Fairytopia: Mermaidia. Le film est sorti en DVD le 1er mars 2007 et a été réalisé par William Lau.

## Synopsis
Elina est choisie par l'une des sentinelles pour apprendre à faire le premier arc-en-ciel du printemps. Mais la méchante Laverna est de retour et tente de tout faire pour que l'arc-en-ciel ne soit conçu, ce qui conduira Fairytopia dans un long hiver. Elina et ses amis réussiront-ils à déjouer les plans maléfiques de la terrible Laverna?

## Fiche technique
Sauf indication contraire, les informations mentionnées dans cette section peuvent être confirmées par la base de données cinématographiques IMDb,  présente dans la section « Liens externes ».
- Titre original : Barbie Fairytopia: Magic of the Rainbow
- Titre français : Barbie Fairytopia : Magie de l'arc-en-ciel
- Réalisation : William Lau
- Scénario : Elise Allen
- Direction artistique : Walter P. Martishius
- Musique : Eric Colvin
- Sociétés de production : Mattel Entertainment, Mainframe Entertainment
- Société de distribution : Universal Studios Home Entertainment
- Pays d'origine : États-Unis, Canada
- Langue d'origine : anglais
- Format : couleur - son stéréo
- Genre :  Film d'animation
- Durée : 75 minutes
- Dates de sortie : 
  -  France : 1er mars 2007[2]
  -  États-Unis : 13 mars 2007

Sources : Générique du DVD, IMDb

## Distribution
| - Kelly Sheridan : Elina - Kathleen Barr : Laverna - Tabitha St. Germain : Dandelion / Topaz - Venus Terzo : Azura / Pixie 1 - Andrew Francis : Linden - Sharon Alexander : Sunburst - Peter New : Tourmaline - Nancy Sorel : l'Enchanteresse - Saffron Henderson : Lumina - Andrea Libman : Shimmer / Pixie 2 - Lalainia Lindbjerg : Glee - Alistair Abell : Faban - Cathy Weseluck : Dizzle - Christopher Gaze : Fungus Maximus - Lee Tockar : Bibble / Fungus 1 et 2 | - Rafaèle Moutier : Elina - Sylvie Genty : Laverna - Sarah Marot : Dandelion / Pixie 3 - Élisabeth Fargeot : Topaz - Solange Boulanger : Azura - Alexandre Gillet : Linden - Aurélia Bruno : Sunburst / Pixie 2 - Didier Cherbuy : Tourmaline / Fungus 2 - Michèle Brulé : l'Enchanteresse - Isabelle Maudet : Lumina - Fily Keita : Shimmer / petite Pixie - Marie Millet : Glee / Pixie 1 - Guillaume Lebon : Faben - Roland Timsit : Fungus Maximus - Marc Bretonnière : Fungus 1 - Marion Game : Delphine |

Source : Générique du DVD

## Autour du film
Créée en 1959, la poupée Barbie est à l'origine de nombreux produits dérivés. Elle a également inspiré plusieurs films d’animation. Barbie : Magie de l'arc-en-ciel est le dixième long métrage mettant en vedette Barbie qui incarne différents personnages et le 3e épisode de Fairytopia. Il est sorti la même année que Barbie, princesse de l'Île merveilleuse, et précède notamment, Barbie : Mariposa (sorte de spin-off de Fairytopia) en 2008.
Le film a fait l'objet d'une adaptation en jeu interactif sur DVD (Barbie Fairytopia : Rainbow Adventure DVD Game).

## Distinctions
Sauf indication contraire, les informations mentionnées dans cette section peuvent être confirmées par la base de données cinématographiques IMDb,  présente dans la section « Liens externes ».

### Récompenses
- Leo Awards 2007 : Best Animation Program or Series
- Leo Awards 2007 : Best Overall Sound in an Animation Program or Series

### Nominations
- Leo Awards 2007 : Best Direction/Storyboarding in an Animation Program or Series pour William Lau
- DVD Exclusive Awards (en) 2008 : Outstanding Achievement in Music Direction and Composition pour Eric Colvin